# آمازون ام‌جی‌ام استودیوز
آمازون استودیوز (انگلیسی: Amazon MGM Studios) یک شرکت فیلم‌سازی است در زمینه تهیه و توزیع فیلم در سینما و تلویزیون فعالیت می‌کند.
این شرکت که متعلق به شرکت Amazon.com است در سال ۲۰۱۰ تأسیس شده‌است.

## فیلم‌شناسی
| تاریخ انتشار    | عنوان فیلم                | یادداشت‌ها |
| --------------- | ------------------------- | --------- |
| ۴ نوامبر ۲۰۱۵   | شای-رک                    |           |
| ۱۴ مارس ۲۰۱۶    | کنترل خلاق                |           |
| ۲۲ آوریل ۲۰۱۶   | الویس و نیکسون            |           |
| ۱۳ می ۲۰۱۶      | عشق و دوستی               |           |
| ۲۴ ژوئن ۲۰۱۶    | شیطان نئونی               |           |
| ۲۴ ژوئن ۲۰۱۶    | سگ-سوسیسی                 |           |
| ۱۵ ژولای ۲۰۱۶   | کافه سوسایتی              |           |
| ۲۹ ژولای ۲۰۱۶   | گلیسون                    |           |
| ۲۶ اوت ۲۰۱۶     | کاملاً ناشناخته            |           |
| ۹ سپتامبر ۲۰۱۶  | نویسنده: داستان جی‌تی لوری |           |
| ۲۳ سپتامبر ۲۰۱۶ | خیاط                      |           |
| ۲۱ اکتبر ۲۰۱۶   | کنیز                      |           |
| ۲۸ اکتبر ۲۰۱۶   | خطر بده                   |           |
| ۱۸ نوامبر ۲۰۱۶  | منچستر کنار دریا          |           |
| ۲۸ دسامبر ۲۰۱۶  | پترسون                    |           |
| ۲۷ ژانویه ۲۰۱۷  | فروشنده                   |           |
| ۳ فوریه ۲۰۱۷    | من کاکاسیاه تو نیستم      |           |
| ۱۷ سپتامبر ۲۰۲۱ | مراسم زن‌های دیوانه        |           |

### فیلم‌های آینده
| تاریخ انتشار  | عنوان فیلم   | یادداشت‌ها |
| ------------- | ------------ | --------- |
| ۱۰ مارس ۲۰۱۷  | دیوار        |           |
| ۲۱ آوریل ۲۰۱۷ | شهر گمشده زد |           |